# Лобанов, Михаил Михайлович (художник)
Михаи́л Миха́йлович Лоба́нов (29 июня 1891, Казань, Российская империя — 1970, Сан-Паулу, Бразилия) — русский и бразильский художник, пейзажист, портретист, иконограф.

## Биография
В 1914 году окончил Казанское художественное училище.
В том же году был призван в армию, участвовал в боевых действиях Первой мировой войны, а после демобилизации.
Демобилизовался. С 1916 по 1918 год обучался в Высшем художественном училище при Академии художеств в Петрограде.
В 1919—1931 жил во Владивостоке, работал преподавателем графических искусств, давал частные уроки. Писал портреты и пейзажи, выполняя частные заказы японцев.
В 1928 году устроился кладовщиком в лесную японскую концессию. В 1931 году концессия была ликвидирована, а сам Лобанов по подозрению в шпионаже провёл три месяца в хабаровской тюрьме. Опасаясь дальнейших преследований в мае того же года вместе с женой нелегально бежал в Маньчжурию и обосновался в Харбине.
Живя в Харбине, создал серию картин русских православных церквей и китайских храмов, пейзажи Харбина и его окрестностей: «На Сунгари», «Джонки», «Яхты на Сунгари», «Пароходы на зимовке», «Успенская церковь на кладбище», «Свято-Софийский храм» и др. В 1939 году издал альбом литографий «Виды Харбина». Исполнил икону Пресвятой Богородицы над алтарем и образ Иисуса Христа в куполе Благовещенской церкви в Харбине.
Участник выставок в Харбине в 1930-е совместно с А. Е. Степановым, в 1940 году — с японским художником Т. Цубои, в 1941 году — в Клубе естествознания и географии и в 1942 году — в Христианском союзе молодых людей.
После 1954 года переехал в Бразилию, где выполнил иконы для иконостаса и образ Святителя Николая для церкви Благовещения Пресвятой Богородицы в Сан-Паулу.